# Скотт, Джин Брюс
Джин Брюс Скотт (англ. Jean Bruce Scott; род. 25 февраля 1956, Монтерей, Калифорния) — американская телевизионная актриса с карьерой в дневных мыльных операх и прайм-тайм сериалах.
Скотт наиболее известна благодаря основной женской роли в сериале CBS «Воздушный волк», где она снималась с 1984 по 1986 год. Также у неё были второстепенные роли в прайм-тайм сериалах «Сент-Элсвер» (1983-84) и «Частный детектив Магнум» (1982-88), и гостевые в «Рыцарь дорог», «Ньюхарт», «Мэтлок», «Секретный агент Макгайвер» и «Беверли-Хиллз, 90210».
С 1980 по 1982 год Скотт играла Джессику Блейк в дневной мыльной опере «Дни нашей жизни». В 2012 году, спустя три десятилетия, она вернулась в шоу. В 2000—2003 годах она периодически появлялась в дневной мыльной опере «Порт Чарльз».